# Antoine de La Rivoire de La Tourette

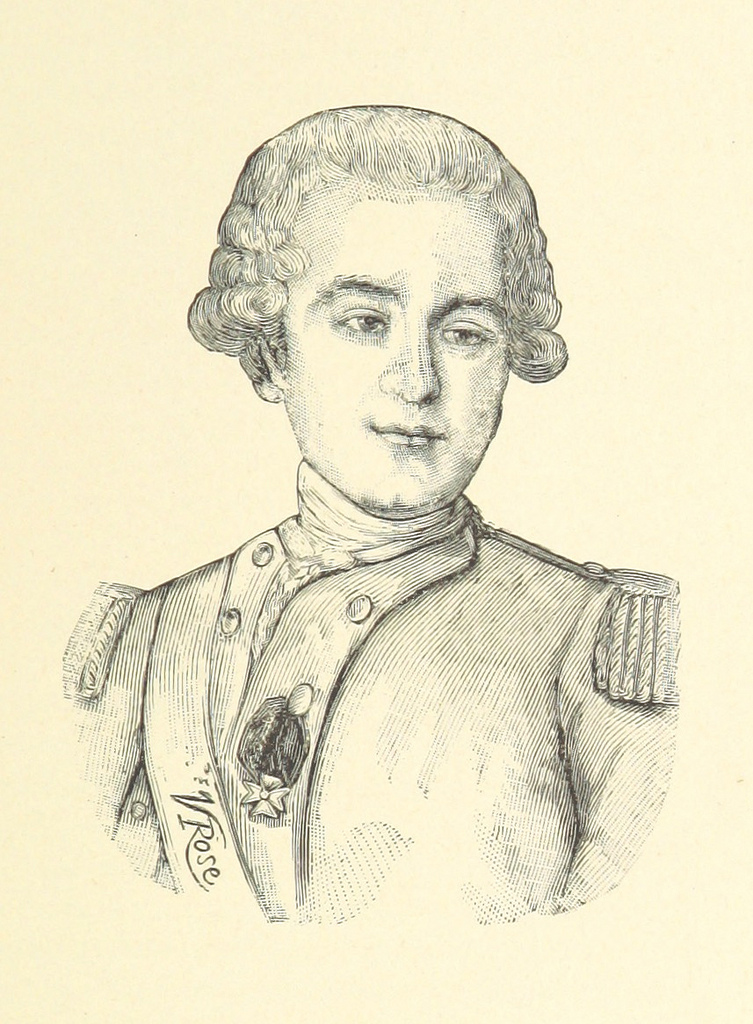
Markies de La Rivoire de La Tourette als prefect van Puy-de-Dôme

Antoine-Marie-Just-Louis de La Rivoire de La Tourette (Tournon-sur-Rhône, 2 maart 1751 – ibidem, 24 januari 1819) was een Frans edelman, officier en prefect. Hij was in dienst zowel in het koninkrijk Frankrijk, de Eerste Republiek, het Eerste Keizerrijk als het herstelde koninkrijk.

## Adellijke titels
- Geboren graaf de la Tourette en nadien, markies de la Tourette na de dood van zijn vader (1769)
- Baron de Chalencon na de dood van zijn vader (1769)
- Chevalier de l’Empire (1808) en Baron de l’Empire (1810) volgens decreet van keizer Napoleon Bonaparte[2]

## Levensloop

### Koninkrijk Frankrijk
In 1767 trad Rivoire toe tot het leger van de koning van Frankrijk; hij werd officier bij de infanterie van de provincie Dauphiné. In 1769 zetelde hij in de Staten-Generaal van de provincie Languedoc, de provincie waar hij geboren was. Rivoire huwde met Louise-Ursule-Félicité Guérin de Tencin, nicht van de minister van Oorlog, markies de Montaynard. In juli 1782 begeleidde officier Rivoire de koninklijke koets naar de jachtpartijen, nadat hij kort tevoren vereerd was met het ridderteken van de Orde van de Heilige Geest. In deze periode nam hij ook zelf plaats in de koninklijke koets als lijfwacht.
Een bevordering tot kolonel volgde in 1788. De bevordering had te maken met het feit dat hij het commando overnam van de koninklijke grenadiers van de provincie Quercy. Een jaar later voerde hij bevel over de grenadiers in Lyonnais (1789). Het was zijn laatste militaire activiteit tijdens het ancien régime.

### Revolutie en Keizerrijk
Na de Franse Revolutie werd Rivoire ambtelijk actief. Hij was 10 jaar ambtenaar-voorzitter van het departement Ardêche (1790-1800) en was onder-prefect van zijn geboortestad Tournon-sur-Rhône in Ardèche (1800-1801). Achtereenvolgens was hij prefect van Tarn (1801-1804), prefect van Puy-de-Dôme (1804-1805) en prefect van het departement Genua in het koninkrijk Italië met keizer Napoleon Bonaparte als de koning van Italië. Napoleon adelde hem opnieuw, ditmaal in de empireadel, en verleende hem het ridderschap van het Legioen van Eer.

### Koninkrijk Frankrijk hersteld
Met de Restauratie van het koningshuis Bourbon (1814) werd Rivoire opnieuw militair actief. Hij trad toe tot de koninklijke lijfwacht van Lodewijk XVIII. Zijn rang was luitenant-kolonel (1814) en kolonel (1815). Lodewijk XVIII droeg zijn lijfwacht Rivoire ook op de kiescolleges in diens geboortestreek, het departement Ardèche, voor te zitten. Rivoire deed dit voor de verkiezingen van 1815 en 1816.
In 1817 werd Rivoire bevorderd tot maréchal-de-camp, het equivalent van brigade-generaal vandaag. In datzelfde jaar werd hij weduwnaar. Zelf stierf hij twee jaar later in 1819.